# Pârâul Stânei, Tămășoiu
Pârâul Stânei este curs de apă, afluent al râului Tămășoiu. 

## Hărți
- Harta Siriu - Trasee Montane
- Harta Munții Buzăului [nefuncțională – arhivă]